# Cốt khí nhuộm
Cốt khí nhuộm hay còn gọi đoản kiếm nhuộm (danh pháp khoa học: Tephrosia tinctoria) là một loài thực vật có hoa trong họ Đậu. Loài này được Pers. miêu tả khoa học đầu tiên.